# Augusto Leopoldo de Saxe-Coburgo e Bragança
Augusto Leopoldo de Saxe-Coburgo e Bragança (nome completo: Augusto Leopoldo Filipe Maria Miguel Gabriel Rafael Gonzaga; Petrópolis, 6 de dezembro de 1867 — Schladming, 11 de outubro de 1922), cognominado "o Príncipe Marinheiro", foi o segundo neto do imperador Pedro II do Brasil, filho da princesa Leopoldina e do príncipe Luís Augusto, Duque de Saxe. A falta de herdeiros por parte de sua tia, a princesa imperial Isabel, fez com que ele e seu irmão mais velho estivessem, durante alguns anos, entre os herdeiros presuntivos à coroa do Império do Brasil. O príncipe ingressa como aspirante na Academia Naval aos quinze anos de idade, onde chegou ao posto de segundo tenente. Após a queda do império brasileiro, D. Augusto Leopoldo chegou a ser cogitado pelos monarquistas para assumir o trono do Brasil, obtendo apoio da diplomacia austríaca e especialmente do imperador alemão Guilherme II; este último com as palavras: “Ficaria muito feliz. Ele é um personagem muito enérgico – um tanto libertino – e provavelmente fará um bom trabalho limpando os canalhas republicanos.”.
Seus descendentes formam atualmente o chamado ramo de Saxe-Coburgo e Bragança da Casa Imperial do Brasil.

## Biografia

### Família e primeiros anos

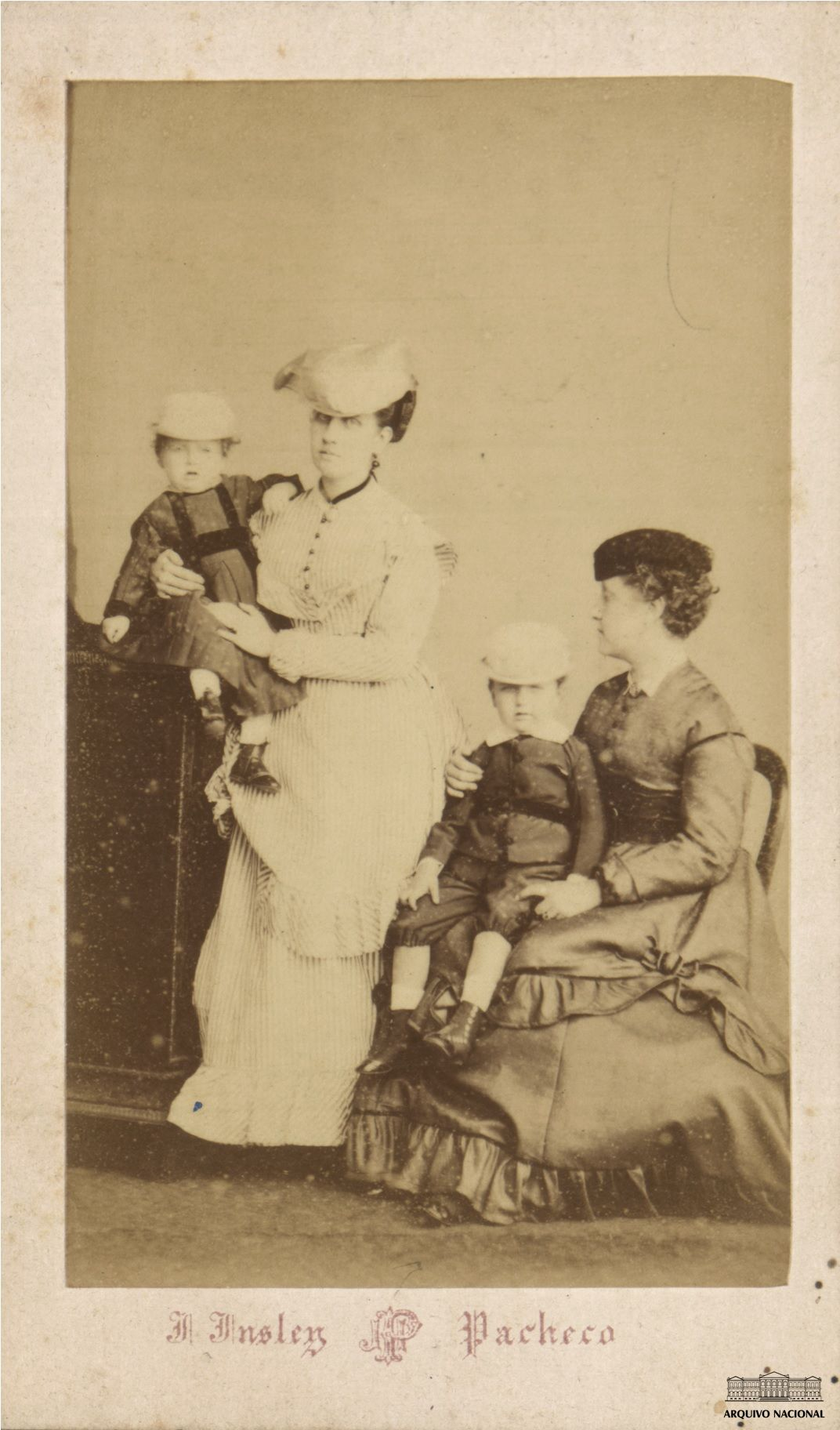
Dom Augusto Leopoldo com sua mãe (à esquerda) e seu irmão, dom Pedro Augusto, com sua tia, a princesa Isabel.

Dom Augusto foi o segundo filho da princesa Dona Leopoldina do Brasil, e do príncipe Luís Augusto de Saxe-Coburgo-Gota. Seus avós maternos foram o imperador Dom Pedro II do Brasil e DonaTeresa Cristina das Duas Sicílias e seus avós paternos foram o príncipe Augusto de Saxe-Coburgo-Gota e a princesa Clementina de Orléans (filha do rei Luís Filipe I de França) 
A aparente esterilidade da princesa imperial Dona Isabel - que só viria a ter seu primeiro filho após onze anos de casamento - obrigou os pais de Augusto a assinarem um contrato onde se comprometiam a residir parte do ano no Brasil e, caso dona Leopoldina engravidasse antes da irmã, que seus filhos nascessem em território brasileiro. Após um aborto espontâneo sofrido em 2 de maio de 1865, Dona Leopoldina dá à luz o primeiro neto de dom Pedro II em 19 de março de 1866, o príncipe Dom Pedro Augusto.
Poucas semanas após o nascimento do primogênito, o jovem casal parte em viagem para à Europa, onde a princesa engravida novamente. De volta ao Brasil em setembro de 1867, Dona Leopoldina dá à luz a Dom Augusto Leopoldo em 6 de dezembro, em Petrópolis. Seu nascimento foi anunciado pelo imperador à nação na Fala do Trono de 9 de maio de 1868:
"Tenho o prazer de annunciar-vos que minha muito amada filha, a princeza D. Leopoldina, havendo regressado da Europa com o duque de Saxe, meu muito prezado genro, deu à luz, a 6 de dezembro do anno passado, um príncipe, que recebeu o nome de Augusto."
De volta à Europa, Dona Leopoldina dava notícias de seu caçula à irmã:
"O Augustinho já está desmamado e muito gordinho, ele já quer andar, mas por ora não vai bem senão quando se agarra às cadeiras."
"O Augustinho tem muito boa cor, já diz mais algumas palavras, mas é muito colérico, herdado dos pais."
"Pedro não é raivoso, mas muito teimoso. Augustinho não é teimoso, mas, em revanche, é muitíssimo raivoso.
O príncipe, entretanto, pouco conviveu com sua mãe, que morreu em 7 de fevereiro de 1871, quando Augusto contava pouco mais de três anos. Seu pai decide fixar-se definitivamente na Áustria, onde seus filhos ficaram aos cuidados da avó paterna. Dona Isabel ainda não tivera nenhum filho à época da morte da irmã e a falta de herdeiros já causava preocupação entre os brasileiros. Em carta datada de 4 de março de 1871, o embaixador brasileiro em Viena, Francisco Adolfo de Varnhagen (futuro visconde de Porto Seguro), dizia ao imperador:

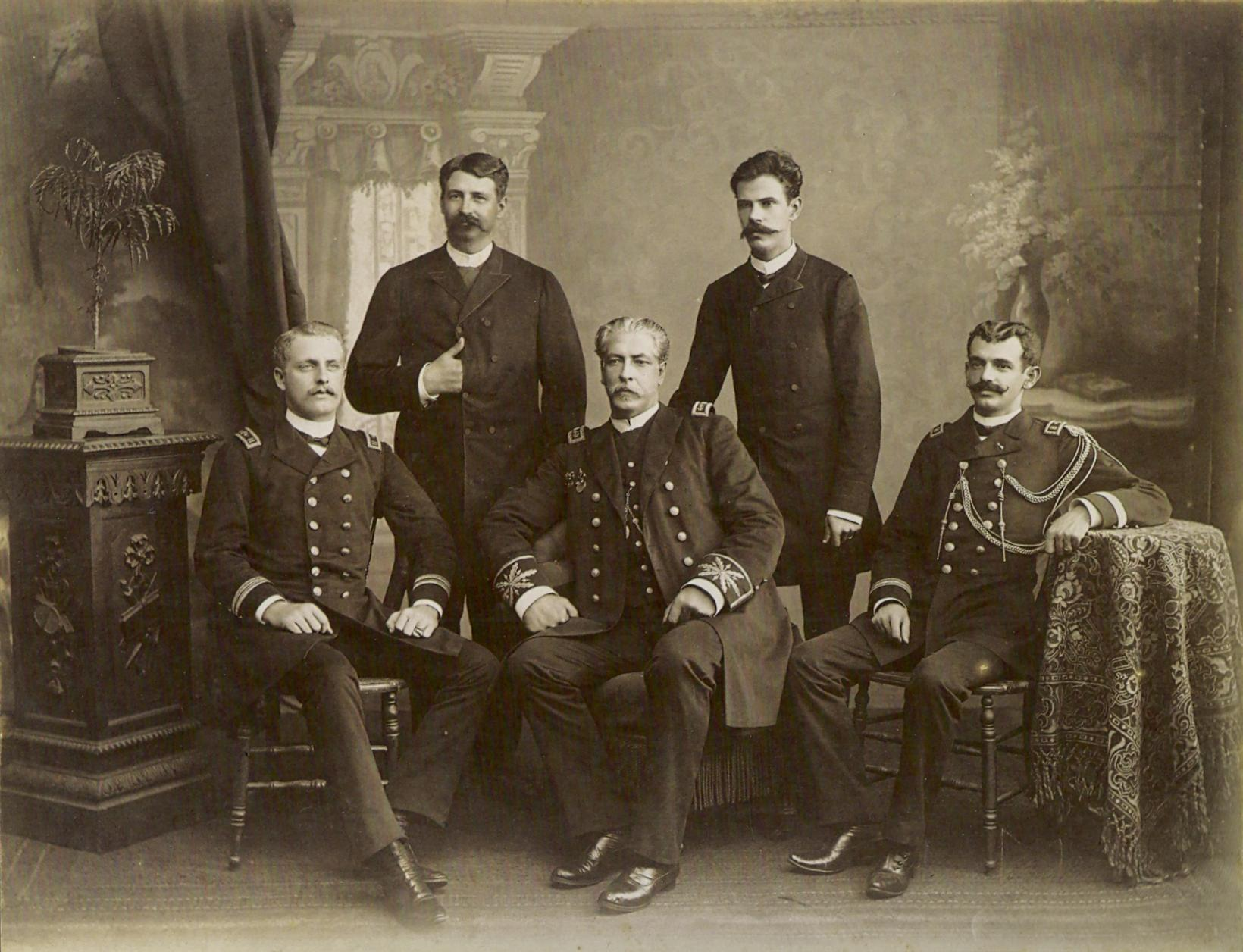
Dom Augusto (sentado à esquerda) como ajudante de ordens do almirante Wandenkolk (ao centro).

"Se os augustos netos de V.M.I., Sr, hão de ser um dia príncipes do Império, todos os brasileiros desejarão que eles sejam criados e educados no Brasil; ao passo que nada perderá qualquer deles com essa educação, se a sorte o vier a chamar a outro destino na Europa. E por menos provável que pareça o caso de poder a sucessão vir a recair até no quarto deles, não pode conceber a tal respeito nada de impossível quem se lembre de que (na própria história de Portugal) para chegar a competir o trono ao venturoso Dom Manuel, teve a morte que encarregar-se de levar antes dele, se bem me lembro, uns quatorze que tinham primeiro direito ao trono de Dom João II."

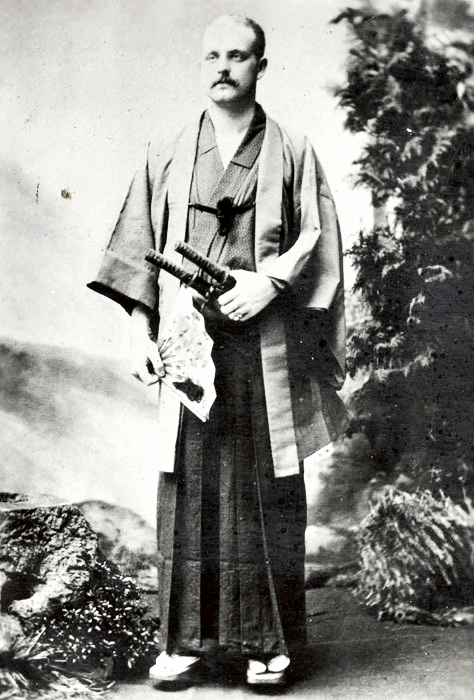
O príncipe em trajes típicos japoneses durante escala do Cruzador Almirante Barroso no Japão, em 1889.

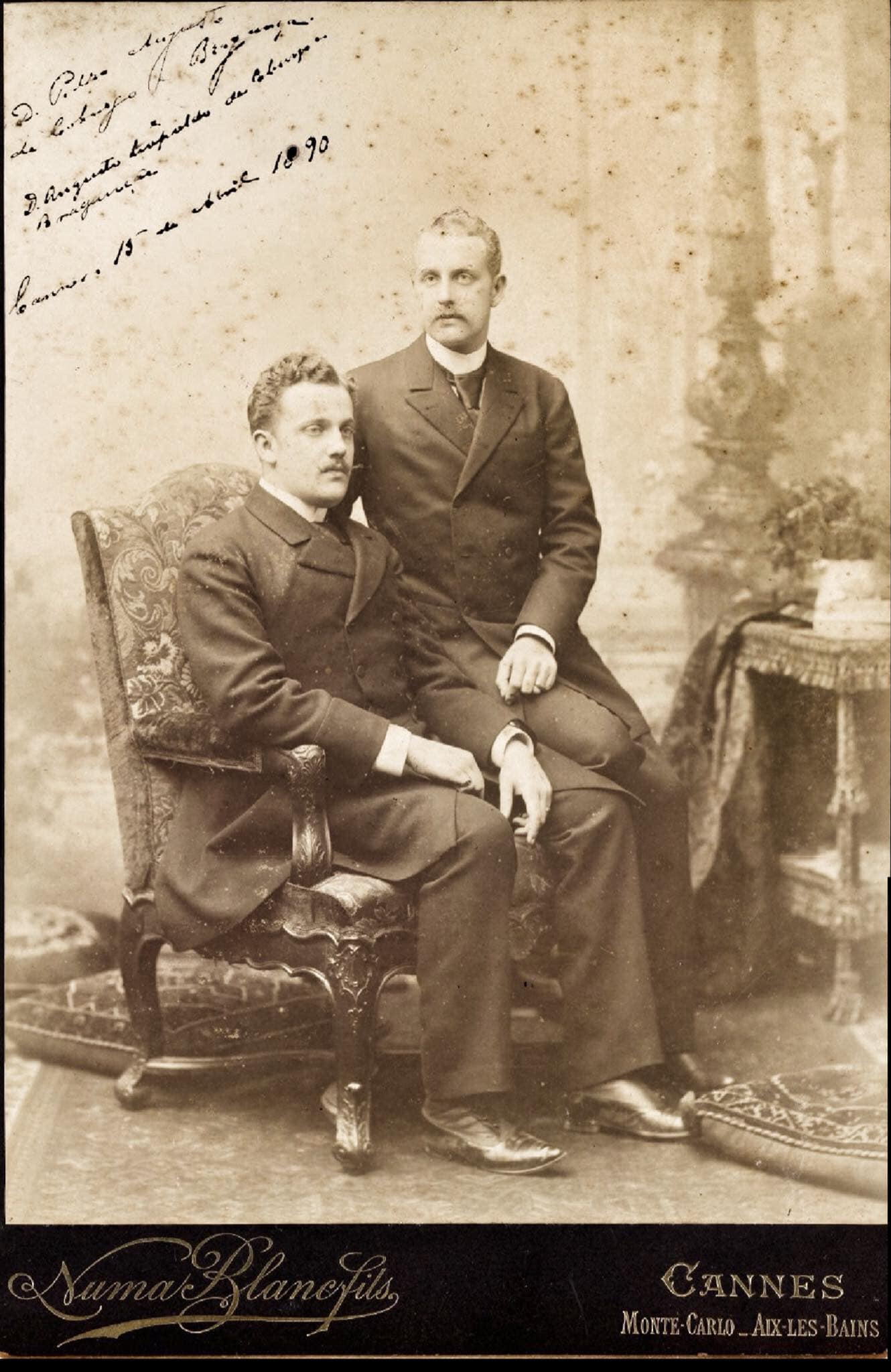
Dom Augusto (à direita) e seu irmão mais velho no exílio, em Cannes.

Em sua primeira viagem à Europa, ainda em 1871, dom Pedro II decide trazer os netos ao Brasil, para criá-los como eventuais herdeiros do trono. Um conselho familiar decidiu que os dois filhos mais velhos de dona Leopoldina ficariam aos cuidados dos avós maternos, sendo criados e educados no Brasil. Assim, em 1 de abril de 1872, dom Pedro Augusto e dom Augusto Leopoldo, acompanhados do casal imperial, desembarcaram no Rio de Janeiro, onde foram recebidos com grande entusiasmo.
A readaptação à pátria natal foi difícil para os irmãos. Acostumados ao luxo dos palácios de Viena e da Estíria, passaram a viver no modesto e antiquado Palácio de São Cristóvão, onde pouco brincavam devido à rígida rotina de estudos imposta pelo avô. Tiveram como preceptor o então reitor do Externato Dom Pedro II, Manuel Pacheco da Silva (futuro barão de Pacheco), e passavam os dias treinando montaria e estudando clássicos franceses, retórica, história, geografia, línguas e música.
Apesar de seu irmão mais velho gozar do status de neto predileto de dom Pedro II, pela afinidade de ambos pelos estudos, outros cronistas registraram que o temperamento de Augusto, completamente oposto ao do avô, é que o tornava o preferido do monarca.
Tendo herdado do pai e do avô paterno o gosto pela Marinha de Guerra, ingressa como aspirante na Academia Naval em dezembro de 1882, aos quinze anos de idade. Com um currículo escolar descrito como brilhante, Augusto forma-se guarda-marinha em 1886.

### República e exílio
Na Armada Imperial Brasileira, dom Augusto chegou ao posto de segundo tenente (equivalente, hoje, a primeiro-tenente), servindo a bordo da Corveta Niterói, do Couraçado Riachuelo e do Cruzador Almirante Barroso, além de exercer o cargo de ajudante de ordens do almirante Eduardo Wandenkolk.
Em 15 de novembro de 1889, o príncipe encontrava-se no oriente, a bordo do Almirante Barroso - que realizava sua primeira viagem de circum-navegação — quando um golpe de Estado pôs fim ao regime monárquico no Brasil. As dificuldades de comunicação impediram que a tripulação tomasse conhecimento do ocorrido antes de dezembro. Telegramas do almirante Wandenkolk — agora Ministro da Marinha do governo provisório - instruíam o comandante do cruzador a substituir as insígnias imperiais das bandeiras e a induzir dom Augusto a pedir demissão. Após consultar seu avô e seu tio, o conde d'Eu, o príncipe decide não se demitir, mas solicitar uma licença de dois meses. Em telegrama, o ministro responde à solicitação:
"Príncipe peça demissão serviço, concedo licença. Wandenkolk."
Dom Augusto desembarcou em Colombo, no Ceilão, onde a tripulação lhe ofereceu um jantar de despedida. Emocionado, o príncipe distribuiu seus pertences entre os companheiros.
Após alguns meses, uniu-se à família e permaneceu com dom Pedro II até a morte deste, em 5 de dezembro de 1891. Depois disso, fixou-se em Viena, onde conseguiu, por intermédio de seu pai, permissão especial do imperador Francisco José I para incorporar-se à Marinha Austro-Húngara. Tendo realizado os exames de ingresso, dom Augusto foi admitido na reserva naval austríaca sem prejuízo de sua condição de cidadão brasileiro, conforme explicou em carta datada de 6 de maio de 1893 ao barão de Estrela, seu procurador no Brasil:
"Passei, como já sabe, meus exames brilhantemente. Como escrevi ao Antônio, resolvi entrar ao serviço de Áustria, visto o imperador me receber como príncipe brasileiro, sem que eu tenha de perder os meus direitos de brasileiro..."
A serviço da Marinha Austríaca (onde alcançaria a patente de Kapitän zur See, equivalente a capitão-de-mar-e-guerra), dom Augusto teve oportunidade de visitar outros países, onde continuou a ser recebido com a deferência reservada aos membros de casas reinantes. Em 1897, a bordo do encouraçado guarda-costas Wien, visitou Portugal, onde foi recebido pelo rei dom Carlos I, e Inglaterra, onde foi recebido mais de uma vez pela rainha Vitória.
Com o agravamento dos problemas psiquiátricos de seu irmão, o príncipe chegou a ser cogitado pelos monarquistas brasileiros para assumir o trono do Brasil durante os planos frustrados de restauração do regime.

## Casamento e Descendência

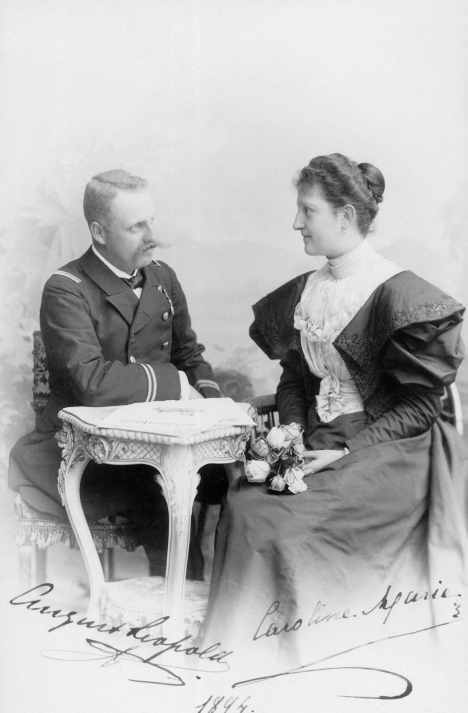
O príncipe Augusto e a sua esposa à arquiduquesa Carolina da Áustria.

Dom Augusto casou-se em Viena, no Palácio Imperial de Hofburg, em 30 de maio de 1894, com a arquiduquesa, Carolina Maria de Áustria-Toscana, filha do arquiduque Carlos Salvador da Áustria-Toscana e da princesa Maria Imaculada das Duas Sicílias. A cerimônia foi oficiada por Anton Josef Gruscha, cardeal-arcebispo de Viena, e contou com a presença do imperador Francisco José I da Áustria, da imperatriz Isabel (a famosa Sissi) e de outros príncipes e soberanos. Foram padrinhos do casal o rei Francisco II das Duas Sicílias e o grão-duque Fernando IV da Toscana. Tiveram oito filhos:
| Imagem | Nome           | Nascimento | Morte | Notas |
| ------ | -------------- | ---------- | ----- | --- |
|        | Augusto        | 1895       | 1909  | Morreu com 13 anos. |
|        | Clementina     | 1897       | 1975  | Casou-se com Eduard von Heller, com descendência. |
|        | Maria Carolina | 1899       | 1941  | Vivia em uma clínica psiquiátrica em Schladming, de onde foi levada para o campo de concentração de Hartheim, na Áustria. A princesa e os demais pacientes foram executados em câmaras de gás, vítimas do Aktion T4, programa de eugenia e eutanásia obrigatória da Alemanha nazista. |
|        | Rainer         | 1900       | 1945  | Casou-se com Joana Karolyi de Karolyi-Patt (1°) e com Edite de Kozol (2°), com descendência. Supostamente morto em combate em Budapeste, durante a Segunda Guerra Mundial. |
|        | Filipe         | 1901       | 1985  | Casou-se morganaticamente com Sara Halász, com descendência, sendo excluído da lista de sucessão da Casa de Saxe-Coburgo-Koháry em 1944. |
|        | Teresa         | 1902       | 1990  | Manteve a nacionalidade brasileira e chefiou (após a morte de seu tio, dom Pedro Augusto) o chamado Ramo de Saxe-Coburgo e Bragança, de pretendentes ao trono do Império do Brasil. Casou-se com Lamoral Taxis, Freiherr de Bordogna e Valnigra, com descendência.                    |
|        | Leopoldina     | 1905       | 1978  | Não se casou. |
|        | Ernesto        | 1907       | 1978  | Casou-se morganaticamente com Irmagard Röll, sem descendência, sendo excluído da lista de sucessão da Casa de Saxe-Coburgo-Koháry. |

Seguindo as tradições da Dinastia de Bragança, todos os seus filhos receberam, no batismo, os nomes Miguel Gabriel Rafael Gonzaga. Esta decisão foi expressa pela primeira vez em carta ao barão de Estrela, quando Augusto anunciou o nascimento de seu primogênito:

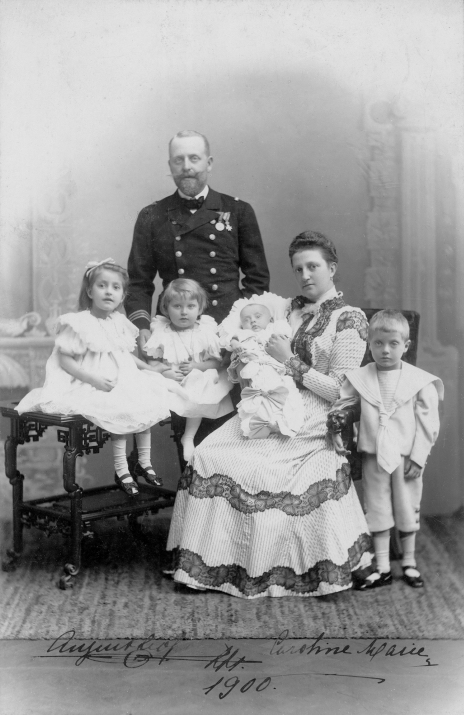
Dom Augusto, Dona Carolina e seus filhos.

"Eu lhe dei antes de ter recebido sua carta a grande e feliz notícia de que eu era pai de um filho, o qual vai muito bem e foi batizado a 30 do passado. Os nomes são Augusto Clemente Carlos Maria José Gabriel Rafael Gonzaga. Dei-lhe esses três últimos nomes, porque são os da família de Bragança, e como desejo que ele também mais tarde use do nome de Bragança como eu, eis porque ele os tem."

## Últimos anos
Em seus últimos anos, Dom Augusto desenvolveu o gosto típico de seus familiares paternos pelas coleções, passando a coletar trabalhos feitos em marfim. Não chegou realmente a se acostumar com a vida na Europa e mantinha estreito relacionamento com outros brasileiros. O Castelo Gerasdorf, sua residência nos arredores de Viena, era decorado com objetos e fotos do Brasil.
A revogação da Lei do Banimento, que impedia o desembarque de qualquer membro da Família imperial no Brasil, trouxe ao príncipe imensa alegria e a esperança de rever a terra natal. Preparava-se para retornar ao país com toda a família para as comemorações pelo centenário da Independência do Brasil, em 1922, mas adoeceu seriamente e não pode realizar a sonhada viagem.

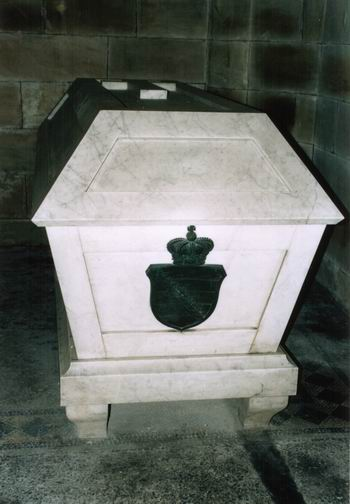
Túmulo de Dom Augusto.

Dom Augusto Leopoldo morreu em Schladming, na Estíria, em 11 de outubro de 1922, aos 54 anos de idade. Seu corpo foi sepultado na cripta da St. Augustinkirche, em Coburgo.

## Títulos, Estilos e Honrarias

### Títulos e Estilos
- 6 de dezembro de 1867 – 7 de fevereiro de 1871:  Sua Alteza Real, o Príncipe Augusto Leopoldo de Saxe-Goburgo-Gota, Duque da Saxônia
- 7 de fevereiro de 1871 – 11 de outubro de 1922: Sua Alteza Real, o Príncipe Augusto Leopoldo do Brasil, Príncipe de Saxe-Goburgo-Gota, Duque da Saxônia

### Honrarias
Brasileiras
- Grã-Cruz da Imperial Ordem do Cruzeiro[35][36]
- Grã-Cruz da Imperial Ordem de Pedro Primeiro[35][36]
- Grã-Cruz da Imperial Ordem da Rosa[35][36]

Estrangeiras
- Grã-Cruz da Ordem da Torre e Espada[35][36]
- Grã-Cruz da Ordem de Leopoldo da Bélgica[35][36]
- Grã-Cruz da Ernestina Casa Ducal de Saxe[35][36]
- Grã-Cruz da Ordem de São José da Toscana[36]
- Grã-Cruz da Ordem de Santo Alexandre da Bulgária[36]
- Grã-Cruz da Ordem de Carlos III da Espanha[37]